# Sân bay Mokhotlong
Sân bay Mokhotlong (IATA: MKH, ICAO: FXMK) là một sân bay ở Mokhotlong, Lesotho.